# John Trevor Godfrey
John Trevor Godfroy (Montréal, 28 marzo 1922 – South Freeport, 12 giugno 1958) è stato un militare, aviatore e politico statunitense, asso dell'aviazione statunitense durante la seconda guerra mondiale, accreditato di 16,33 vittorie ottenute in combattimento aereo, e di 13,67 velivoli distrutti a terra.

## Biografia

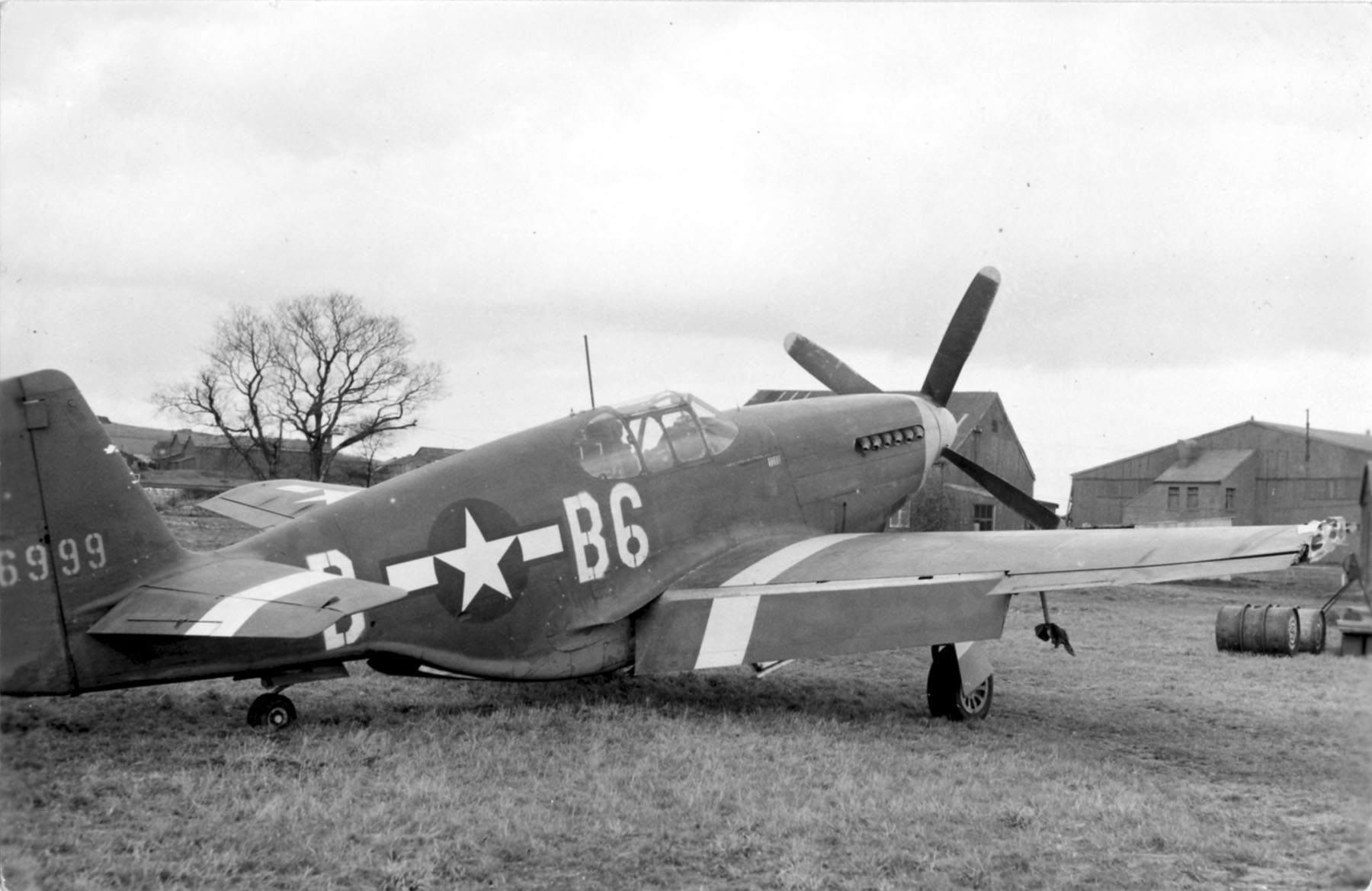
Un caccia North American P-51B Mustang.

Nacque a Montréal, Canada, il 28 marzo 1922. Trasferitosi negli Stati Uniti d'America trascorse i primi anni dell’adolescenza nella cittadina di Woonsocket, Rhode Island, dove frequentò la scuola superiore fino al 1940. Ritornato in Canada tentò diverse volte di arruolarsi nella Royal Canadian Air Force, nonostante il parere contrario dei propri genitori che arrivarono al punto di denunciarlo all’FBI. Venne arrestato per due volte per avere violato la legge sulla neutralità allora in vigore negli USA. Nell’agosto 1941 i genitori cedettero alla volontà del figlio, e quest’ultimo si arruolò nella RCAF. Conseguì il brevetto di pilota militare nell’ottobre 1942, e trasferito in Gran Bretagna nel mese di settembre del 1943 passò in forza al 336th Fighter Squadron, 4th Fighter Group dell'8th Air Force di stanza a Debden, vicino a Cambridge, volando sui caccia Republic P-47 Thunderbolt. Ottenne la sua prima vittoria il 1º dicembre quando abbatté un caccia Messerschmitt Bf 109 della Luftwaffe, e alla fine del mese aveva già raggiunto le 10 vittorie.
Grazie all'insistenza del colonnello Donald Blaskelee, comandante del 4th Fighter Group, nel febbraio 1944 il reparto ricevette il nuovo caccia North American P-51B Mustang, con cui effettuò la prima missione il 28 dello stesso mese. Il 22 aprile abbatté tre caccia nemici in una sola missione, un altro Bf 109 il 1º maggio, venendo promosso capitano in quello stesso mese. Il 13 aprile 1944 l'asso maggiore Dominic Salvatore Gentile ebbe un incidente in fase di atterraggio sul campo d'aviazione del 4th Fighter Group di Debden. Il suo P-51 "Shangri-La", cadde davanti alle cineprese di un gruppo di giornalisti. Come conseguenza Blaskelee lo mise immediatamente a terra, e lo mandò insieme a Godfrey, suo fedele gregario dal settembre 1943, negli Stati Uniti per un tour di vendita delle obbligazioni di guerra.
Ritornato a Debden nel mese di luglio, mentre Gentile rimase negli USA, rientrò in servizio attivo il 31 dello stesso mese. Il giorno 5 agosto abbatté un Bf 109 e distrusse al suolo tre aerei da trasporto Junkers Ju 52. Il giorno successivo conseguì la sua ultima vittoria, distruggendo in combattimento un caccia pesante Messerschmitt Me 410. Il 24 agosto 1944 fu abbattuto nei pressi del centro sperimentale di Nordhausen, e catturato dai tedeschi fu internato nel campo di prigionia Stalag Luft III dove trascorse il resto della guerra. Al termine del conflitto ritornò in Patria e promosso al grado di maggiore rimase in servizio nelle file dell’Air Force. Nel gennaio 1946 si congedò ritornando a vivere nel Rhode Island, dove sposò la sua fidanzata. Grazie alla sua popolarità, e per il suo trascorso di asso dell'aviazione, si dedicò alla carriera politica, venendo eletto nel 1952 senatore del Rhode Island nelle file del Partito Repubblicano. Nel 1954 si trasferì con la famiglia nella città di South Freeport  (Maine), ma fu colpito dal Morbo di Lou Gehrig, e dopo una lunga lotta contro il tremendo male, si spense il 12 giugno del 1958. In quello stesso anno uscì postumo, presso l'editore Random House, il suo libro autobiografico The Look of Eagles.
Il primo ministro inglese Winston Churchill soprannominò Gentile e Godfrey Damone e Pizia, come i leggendari personaggi della mitologia greca.

## Pubblicazioni
- The Look of Eagles, Random House, New York, 1958.

### Annotazioni
1. ↑  Il suo caccia era denominato "Reggie’s Reply" ("La risposta di Reggie") in ricordo del fratello Reggie ucciso nel 1941 quando la sua nave fu centrata da un siluro lanciato da un sommergibile tedesco.
2. ↑  In quella missione volò su un nuovo caccia P-51, matricola VF-P, serial 42-106730.
3. ↑  La loro amicizia era nata il 7 settembre 1943 durante una missione su Emden, quando Gentile fu vittima di una perdita di orientamento e il suo velivolo iniziò ad allontanarsi dal resto della squadriglia e a precipitare verso il suolo. Godfrey non esitò a lasciare la formazione e si lanciò in picchiata dietro all'aereo di Gentile urlandogli negli auricolari di svegliarsi fino a che non riuscì nel suo intento. Ripresa conoscenza, Gentile si diresse verso la formazione amica e rientrò alla base di partenza.

### Fonti
1. 1 2 3 4 5 6  (EN) Godfrey, John Trevor, su World War 2 Graves. URL consultato il 31 marzo 2018..
2. 1 2 3 4 5 6 7 8 9 10 11 12 13  Rao 2012, p. 21.

### Periodici
- Alessandro Rao, Dominic Salvatore “Don” Gentile, in Aeronautica, n. 3, Roma, Associazione Arma Aeronautica, marzo 2012,  pp. 20-23.